# 西北民族大学
西北民族大学，是中华人民共和国甘肃省兰州市的一所综合性大学，原名西北民族学院，成立于1950年8月；現占地2880多亩，分城关校区和榆中校区，校舍面积64万平方米，固定资产总额9.8亿元，现有56个民族全日制在校生25874人。

## 历任领导

### 历任校长
- 汪锋（1951.2～1956.9）[1]
- 蒙定军（1959.1～1967.12；1977.9～1982.5）
- 苏克勤 （1959.1～1967.12）
- 张宣（1982.5～1983.5）
- 赵启明（1983.5～1983.8）
- 何乃光（1983.8～1987.5）
- 阎思圣（1987.5～1991.4）
- 马麒麟（1991.5～2000.6）
- 高瑞（2000.6～2005.1）
- 金雅声（2005.1～2008.7）
- 赵德安（2008.7～2019.7）
- 郭郁烈（2019.7～2022.2）

### 历任党委书记
- 张宣（1951.12～1952.4;1982.5～1983.5）
- 张养吾（1952.4～1957.4）
- 蒙定军（1960.11～1964.11;1977.9～1982.5）
- 韩丰（1964.11～1970.1）
- 苏克勤 （	1973.7～1977.9）
- 赵启明（1983.5～1984.3）
- 何乃光（1984.3～1985.3 期间代理）
- 王应国（1985.3～1990.7）
- 李希（1990.7～1993.11）
- 宋耀禄（2008.7～2019.7）
- 马麒麟（2000.6～2002.11）
- 李伟（2002.12～2005.1）
- 谢玉杰（2002.12～2005.1）
- 金雅声（2008.7～2015.9）
- 邓光玉（2015.8～2022.9）

## 争议事件

### 诺如病毒集体感染事件
从2020年9月2日开始，西北民族大学陆续有学生出现腹泻等症状，经检测确定为诺如病毒感染性腹泻、肠胃性感冒、水土不服等叠加引发。9月4日晚，西北民族大学官方微博发布“关于校内部分同学发生腹泻等不适症状情况的通报”称，截至9月4日18时，学校共计265名学生出现不适症状，已有214人恢复健康正常上课，其余同学症状轻微正在治疗。